# Doghouse Records
Doghouse Records är ett amerikanskt skivbolag, bildat 1988 av Dirk Hemsath med syftet att ge ut en singel med dennes band Majority of One. Bolaget, som är inriktat på alternativ rock, emo, punkrock och indierock, är baserat i Toledo, Ohio. Bland de artister som bolaget gett ut finns The Get Up Kids, Hot Water Music och As Friends Rust.